# Моя боротьба
«Моя́ боротьба́» (нім. Mein Kampf) — книга Адольфа Гітлера, яка стала ідеологічною основою німецького націонал-соціалізму.  Перший том був опублікований у 1925 році, другий — у 1926. Переклади іншими мовами з'явилися ще до початку Другої світової війни, було продано близько 500 000 примірників.
Гітлер почав писати книгу у в'язниці, куди він потрапив на дев'ять місяців після невдалого Пивного путчу 1923 року, під час якого він намагався захопити владу в країні. У книзі Гітлер стверджував, що Німеччині потрібен хороший лідер, велика армія, самодостатня економіка, вигнання євреїв і придушення комунізму. Після поразки нацистів у Другій світовій війні книга «Моя боротьба» була заборонена у кількох європейських країнах під приводом того, що вона виражає нацистську ідеологію, хоча через деякий час у більшості випадків заборону було скасовано. «Моя боротьба» А. Гітлера в Україні офіційно не заборонена як книга, але її поширення та використання регулюються законодавством. В Україні діє заборона на пропаганду нацистської символіки, ідеології та матеріалів, які можуть розпалювати міжнаціональну ворожнечу, відповідно до Закону України «Про засудження комуністичного та націонал-соціалістичного (нацистського) тоталітарних режимів».
При згадці про книгу переважно користуються німецькою назвою «Майн Кампф» без перекладу.

## Історія написання

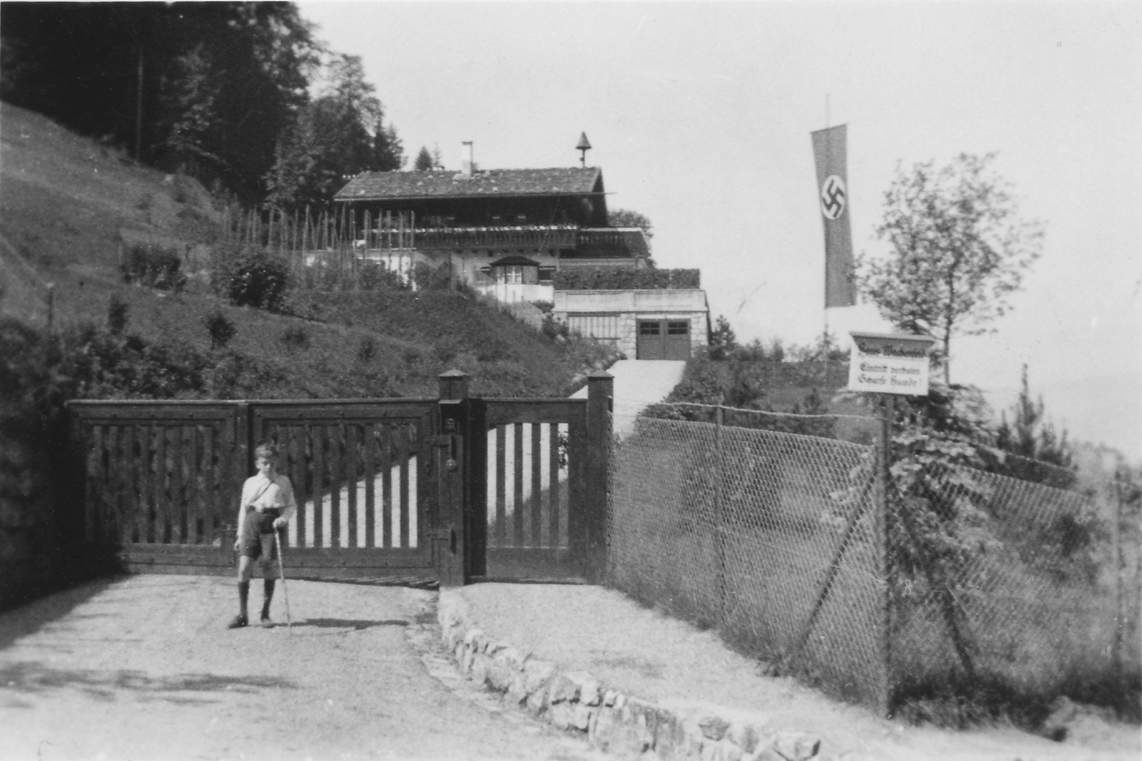
Пансіонат «Вахенфельд», у якому А. Гітлер написав другу частину «Майн Кампф». Фото 1934

Адольф Гітлер написав книгу у в'язниці баварського міста Ландсберґ-на-Леху, до якої його запроторили 1 квітня 1924 року за організацію «Пивного путчу» (1923 р.). Першу частину твору він надиктував своїм помічникам: Емілеві Морісу та Рудольфові Гессу. Наступну написав після грудня 1924 р. в пансіонатах «Моріц» (Moritz) та «Вахенфельд» (Wachenfeld), що в альпійській місцевості Оберзальцберґ (Obersalzberg). Перша частина була опублікована у липні 1925 року, друга — у грудні 1926-го. Первісна назва книги «4,5 роки боротьби проти брехні, дурості та підступності». У творі Гітлер висловив ідеї відновлення могутності Німеччини шляхом об'єднання всіх німців та запропонував очистити Німеччину від євреїв та інших інородців. Також фюрер запропонував замінити парламентський режим на систему ієрархії на чолі з вождем.
Разом обидві частини видано у 1930 році. За час правління нацистів у Німеччині вийшло до десяти мільйонів примірників.

## Ідеологія
Перша частина «Майн Кампф» є автобіографією Гітлера, де він описав свій життєвий шлях і погляд на соціально-політичні проблеми Австро-Угорщини та Німеччини і висловив причини економічно-політичних негараздів. Головними ворогами він вважав світове єврейство (нім. «Weltjudentum»), інтернаціоналізм та комуністичний рух. Друга частина була політичною програмою його партії, НСДАП, яка мала на меті побудувати «справжній соціалізм», а не той, викривлений і перетворений на комунізм.
Нацисти проголосили «Майн Кампф» головною книгою для населення Третього Рейху.
Головні ідеї:
- Австрія повинна приєднатися до Німеччини;
- Світове єврейство, а також його породження марксизм, повинні бути нейтралізовані;
- Замість класової боротьби повинна розпочатися расова боротьба робітників Німеччини;
- «Більшовизм» повинен бути знищений. Його територія (так званий східний життєвий простір — «Lebensraum im Osten») повинна бути розчищена для проживання арійської раси;
- Головна країна-ворог Німеччини — це Франція;
- Війна на 2 фронти не повинна повторитися, тому потрібен союз з Італією та Великою Британією;
- Завоювання нового життєвого простору для Німеччини;
- Парламентська республіка повинна змінитися на владу фюрера, який працюватиме на благо Німеччини та її народу.
- Слов'янофобія. Слов'яни — це представники нижчої раси. Керуючись принципом «Дранґ нах Остен», основним вектором німецької експансії Адольф Гітлер визначив східний напрям.

## Авторські права
Книгу було заборонено в Німеччині відразу після закінчення Другої світової війни і Федеральна земля Баварія, де Гітлер у чотирирічному ув'язненні почав надиктовувати ідеї націонал-соціалізму своїм соратникам, володіла ексклюзивним 70-річним видавничими правами на німецькомовну версію книги. До 2015 року місцева влада Баварії користувалась цим правом для підтримки заборони на публікацію книги,проте термін володіння видавничим правом закінчився у 2015 році.
Влітку 2014 року міністри юстиції федеральних земель Німеччини вирішили, що поширення видання «Майн Кампф» без коментарів повинно бути заборонене і після закінчення терміну дії авторських прав — через присутнє в книзі розпалювання міжнаціональної ворожнечі. Однак друк видання із науковими коментарями, які чітко будуть відділені від власне тексту, за певних обставин можливий, хоча кожен окремий випадок публікації повинен розглядатися судом.

## Переклади іншими мовами
До 2015 року по всьому світу було видано близько 10 мільйонів екземплярів «Mein Kampf».[джерело?]
У США книга продається накладами до 60 тисяч примірників книжки на рік.[джерело?] З 1945 по 1979 рік американський уряд отримував відрахування від продажу книг лідерів нацизму на території США, а вторговані кошти йшли на потреби фонду на допомогу жертвам війни.[джерело?]
В Ізраїлі книга Гітлера була вперше видана в гебрейському перекладі у 1995 році.[джерело?]
Книга Гітлера «Моя боротьба» офіційно заборонена в Польщі та Туреччині.[джерело?]
Російський переклад книги вперше була видано малим накладом в СРСР на 1930-х років для вивчення членами партії. У 1992 році російський переклад «Mein Kampf» було видано в Росії масовим тиражем і після цього книга перевидавалася декілька разів. 2002 року книгу було заборонено в Росії відповідно до федерального закону № 114-ФЗ від 25 липня 2002 року «Про протидію екстремістської діяльності», який заборонив на території Російської Федерації розповсюдження, виробництво та зберігання з метою розповсюдження екстремістських матеріалів, включно з книгою Адольфа Гітлера «Моя боротьба». У 2003 році з'являється переклад книги російською мовою від харківського видавництва «Світовид»; цікаво, що замість правильного німецького написання «Mein Kampf» харківські видавці чомусь помістили на обкладинку назву «Main Kampf».

### Переклади українською

#### Заборона книги в Україні (2009—2015)
Видання книги було заборонено в Україні 29 жовтня 2009 року, коли Національна експертна комісія України з питань захисту суспільної моралі ухвалила рішення визнати книгу Адольфа Гітлера «Майн Кампф» такою, що не відповідає вимогам законодавства України у сфері захисту суспільної моралі, оскільки містить інформацію, яка пропагує ідеологію нацизму, розпалює національну та релігійну ворожнечу, принижує та ображає єврейську та інші нації за національною ознакою; однак у 2009 році російський переклад книги все одно був доступний в Україні у вільному продажу. Після ліквідації у 2015 році згаданої експертної комісії заборону на видання книги в Україні було знято.

#### Історія українського перекладу
Коли восени 1930 року нацистська партія добилася першого серйозного успіху на виборах до рейхстагу, Крайова екзекутивна ОУН створила та поширила серед членів організації збірку перекладів окремих фрагментів книги, переклавши назву як «Моя Боротьба». Слід зазначити, що в передмові «від видавців» крайовий провідник ОУН Степан Охримович (під псевдонімом В. Обухович) доволі критично оцінив працю Гітлера, вказуючи на «неорганічний, голий та жорстокий, протиприродній зміст і п'ятно» нацистської ідеології.
Повне видання українською мовою:
«Моя боротьба»/ А. Гітлер. - Самвидав, 2016. - 784 с. ISBN 978-966-1889-20-4